# 莎瓦·哈桑王妃
莎瓦·哈桑（阿拉伯语：‎，1947年7月24日—）是约旦哈桑王子的妻子，出生于英屬印度的加爾各答。 王妃婚前名為：莎瓦·伊金穆拉（Sarvath Ikramullah），娘家是來自印度次大陸的一個重要的穆斯林家族，印度獨立後便搬到剛立國的巴基斯坦。
她在1965年至1999年是約旦的王儲妃，但最後當時的國王侯赛因一世還是撤去其丈夫的職位。作為皇室成員之一，王妃主要參與有關教育、女性等方面的慈善事務。她興趣包括煮食、園藝，閱讀及滑雪等；亦是約旦第一位考獲跆拳道黑帶的女性。

## 生平
莎瓦王妃的父親穆罕默德·伊金穆拉（Mohammed Ikramullah）是一名外交官，在印巴分治之前曾是印度公務員，之後成為巴基斯坦的第一位外交部書記及駐外大使。她母親莎伊絲塔·苏拉瓦底·伊金穆拉（Shaista Suhrawardy Ikramullah）是女政客，外交官及作家。巴基斯坦第五任总理侯赛因·沙希德·苏拉瓦底是她母亲的表哥。王妃在英國劍橋大學畢業；能說流利的阿拉伯語、英語、法語及乌尔都语。

### 婚姻及子女
莎瓦是在1958年在倫敦認識哈桑王子，兩人當時都是十一歲。1968年8月28日，他們在巴基斯坦卡拉奇結婚。夫婦育有三女一子。